# Saint Lucia-i labdarúgó-bajnokság (első osztály)
A Saint Lucia Gold Division a Saint Lucia-i labdarúgó-bajnokságok legfelsőbb osztályának elnevezése. 1979-ben alapították és 8 csapat részvételével zajlik.

## A 2013-as bajnokság résztvevői
| Klub                      | Város          | Stadion |
| ------------------------- | -------------- | ------- |
| Aux Lyons United          | Mabouya Valley |         |
| Big Players FC            | Marchand       |         |
| Challengers FC            | Soufrière      |         |
| Lancers FC                | Castries       |         |
| Northern United All Stars | Gros Islet     |         |
| Nyah FC                   | Castries       |         |
| Pioneers FC               | Castries       |         |
| VSADC                     | Castries       |         |

## Az eddigi győztesek
- 1980 : Dames SC (Vieux Fort)
- 1981 : Uptown Rebels (Vieux Fort)

Unknown champion between 1982 and 1996 (4 titles for VSADC?)
- 1997 : Pioneers FC (Castries)
- 1998 : Rovers United (Mabouya Valley) (? - VSADC?)
- 1999 : Roots Alley Ballers (Vieux Fort)
- 2000 : Roots Alley Ballers (Vieux Fort)
- 2001 : VSADC (Castries)
- 2002 : VSADC (Castries)
- 2003/04 : Roots Alley Ballers (Vieux Fort)
- 2004/05 : Northern United (Gros Islet)
- 2005/06 : Canaries (Canaries)
- 2006/07 : Anse Chastanet GYSO (Soufrière)
- 2007/08 : Anse Chastanet GYSO (Soufrière)
- 2008 : Aux Lyons United (Mabouya Valley)
- 2009 : Roots Alley Ballers (Vieux Fort)
- 2010 : Northern United (Gros Islet)
- 2011 : VSADC (Castries)
- 2012 : VSADC (Castries)